# USS Nassau (CVE-16)
USS Nassau (CVE-16), (nguyên mang ký hiệu AVG-16, sau đó lần lượt đổi thành ACV-16, CVE-16, và CVHE-16), là một tàu sân bay hộ tống thuộc lớp Bogue của Hải quân Hoa Kỳ trong Chiến tranh Thế giới thứ hai. Nó tham gia chiến đấu và vận chuyển máy bay tại Mặt trận Thái Bình Dương, và sau khi chiến tranh kết thúc, đang khi trong lực lượng dự bị, nó được xếp lại lớp thành một tàu sân bay trực thăng hộ tống trước khi bị tháo dỡ tại Nhật Bản năm 1961.

## Thiết kế và chế tạo
Nassau được đặt lườn vào ngày 27 tháng 11 năm 1941 như là một tàu vận tải (ký hiệu lườn tàu 234) theo hợp đồng của Ủy ban Hàng hải Hoa Kỳ với hãng Seattle-Tacoma Shipbuilding tại Tacoma, Washington. Nassau được hạ thủy vào ngày 4 tháng 4 năm 1942; được đỡ đầu bởi Bà G. H. Hasselman tại Tongue Point, Oregon; được Hải quân Hoa Kỳ trưng dụng vào ngày 1 tháng 5 năm 1942. Nó được kéo đến Xưởng hải quân Puget Sound tại Bremerton, Washington để cải biến thành một tàu sân bay hộ tống; và được đưa ra hoạt động vào ngày 20 tháng 8 năm 1942 dưới quyền chỉ huy của Thuyền trưởng, Đại tá Hải quân Austin K. Doyle.

## Lịch sử hoạt động

### 1942
Vào ngày 10 tháng 10 năm 1942, Nassau đi đến căn cứ không lực hải quân tại Alameda, California để nhận máy bay, và lên đường bốn ngày sau đó hướng đến Trân Châu Cảng, và sau đó là đảo Palmyra, đến nơi vào ngày 30 tháng 10. Trong bốn tháng tiếp theo sau, nó hoạt động trong khu vực giữa Palmyra, Nouméa, New Caledonia và Espiritu Santo, New Hebrides.

### 1943
Nassau quay trở về Trân Châu Cảng vào ngày 14 tháng 2 năm 1943, nhận lên tàu máy bay và nhân sự, rồi lại lên đường ngày 21 tháng 2 trong một chuyến đi vận chuyển đến Espiritu Santo. Nó quay trở về Trân Châu Cảng vào giữa tháng 3, rồi tiếp tục đi đến Alameda, California. Sang tháng 4, nó di chuyển đến San Diego, California thực hiện các hoạt động huấn luyện bay, rồi sau đó gặp gỡ Đội Đặc nhiệm 51.1 để hướng đến Cold Bay, Alaska cùng với Phi đội Tổng hợp 21 (VC-21) trên tàu.
Nassau lên đường trong một nhiệm vụ tìm kiếm vào ngày 4 tháng 5 và tiến hành các hoạt động bay cùng với Lực lượng Đặc nhiệm 51, hỗ trợ trên không cho chiến dịch chiếm đóng đảo Attu từ ngày 11 đến ngày 20 tháng 5. Nó quay trở về San Diego vào cuối tháng 5, đến Alameda vào ngày 8 tháng 6 và nhận lên tàu 45 máy bay để chuyển đến Brisbane, Australia. Nó bàn giao số máy bay vào ngày 2 tháng 7 rồi quay trở về San Diego ngang qua Nouméa, New Caledonia. Nó được xếp lại lớp thành CVE-16 vào ngày 15 tháng 7 năm 1943.
Sang tháng 8, Nassau hoạt động huấn luyện ngoài khơi San Diego trước khi vận chuyển máy bay đến Samoa. Quay trở về San Diego ngày 19 tháng 10, nó nhận lên tàu Phi đội Tiêm kích Thủy quân Lục chiến 225 (VMF-225) để đưa đến Trân Châu Cảng. Đến nơi vào ngày 30 tháng 10, nó tiến hành các hoạt động bay ngoài khơi Trân Châu Cảng trong những ngày đầu tháng 11, và vào ngày 7 tháng 11, nó nhận lên tàu Phi đội Tiêm kích 1 (VF-1) và hướng đến quần đảo Gilbert để hoạt động cùng Lực lượng Đặc nhiệm 52.
Nhiệm vụ của Nassau là chuyển VF-1 đến Tarawa và gửi chúng lên bờ ngay khi các căn cứ trên bờ được chuẩn bị sẵn sàng. Cuộc tấn công Tarawa được thực hiện vào ngày 20 tháng 11 nhưng vấp phải sự kháng cự quyết liệt. Vì vậy, Phi đội VF-1 được giao nhiệm vụ tuần tra chiến đấu trên không và các phi vụ ném bom và bắn phá từ chiếc tàu sân bay nhằm hỗ trợ cho lực lượng tấn công trên bờ. Phi đội đã thực hiện 106 phi vụ và trải qua 237 giờ bay trong bốn ngày hoạt động mà không mất một phi công hay máy bay nào. Nassau quay trở về Trân Châu Cảng vào ngày 5 tháng 12.

### 1944
Nassau lên đường hướng đến quần đảo Marshall cùng với Đội Đặc nhiệm 51.2, với Phi đội VC-66 trên tàu, và đã tung ra các cuộc không kích vào ngày 29 tháng 1 năm 1944 xuống sân bay Taroa trên đảo san hô Maloelap. Ngày hôm sau, đội đặc nhiệm tập trung các nỗ lực chung quanh các đảo san hô Kwajalein, Wotje và Maloelap, trong khi Nassau tiến hành các hoạt động chống tàu ngầm và tuần tra chiến đấu trên không.
Nassau quay trở về Trân Châu Cảng vào ngày 3 tháng 3, đưa Phi đội VC-66 rời tàu, rồi nhận máy bay, hàng hóa và hành khách để chuuyển đến quần đảo Marshall. Trong suốt tháng 3, các nhiệm vụ vận chuyển được thực hiện giữa Kwajalein, Majuro và Trân Châu Cảng. Sau khi được sửa chữa và cải biến tại Xưởng hải quân Mare Island, chiếc tàu sân bay lên đường vào ngày 5 tháng 5 cùng với 51 máy bay hướng đến Finschhafen, New Guinea. Trong bốn tháng tiếp theo sau, nó thực hiện các nhiệm vụ vận chuyển từ San Diego đến Trân Châu Cảng, quần đảo Admiralty và New Hebride.
Đi đến cảng Seeadler vào ngày 1 tháng 9, Nassau được bố trí vào Đội Đặc nhiệm 30.8 trực thuộc Đệ Tam hạm đội Hoa Kỳ dưới quyền chỉ huy của Đô đốc Halsey. Nhiệm vụ của Nassau là hoạt động ngoài khơi quần đảo Admiralty cùng các tàu sân bay hộ tống khác nhằm cung cấp máy bay và phi công thay thế cho các tàu sân bay của Lực lượng Đặc nhiệm 38. Di chuyển cùng với các đội tàu chở dầu có nhiệm vụ tiếp nhiên liệu cho các tàu của lực lượng đặc nhiệm ngoài khơi, Nassau thực hiện ba chuyến đi đến khu vực Tây Thái Bình Dương. Nó quay trở về Admiralty cùng với những máy bay bị hư hỏng để được chở về Trân Châu Cảng hoặc Hoa Kỳ phục hồi.
Chuyến đầu tiên trong ba chuyến đi vận chuyển thay thế này là nhằm hỗ trợ cho cuộc tấn công lên Palau; chuyến thứ hai để hỗ trợ cho các cuộc tấn công lên miền Nam và miền Trung Philippines. Sau đó Lực lượng Đặc nhiệm 38 chuyển sang các mục tiêu phía Bắc Philippine và tại Đài Loan. Nassau đi đến đảo Manus vào ngày 20 tháng 10, và sau khi chất dỡ máy bay cũ và nhận máy bay thay thế mới, nó lên đường cho chuyến đi vận chuyển thay thế cuối cùng. Đi đến đảo san hô Ulithi trong quần đảo Caroline, nó gặp gỡ các đội đặc nhiệm 38.1 và 38.3 vào ngày 28 tháng 10, và đã chuyển giao 70 máy bay cùng 43 phi công cho các tàu sân bay hạm đội.
Đơn vị Đặc nhiệm 12.6.1, bao gồm Nassau, thiết giáp hạm Tennessee và bốn tàu chiến khác, lên đường vào ngày 5 tháng 11 hướng đến Trân Châu Cảng, và đến nơi vào ngày 16 tháng 11. Hai ngày sau, Nassau được cho tách ra để quay về San Diego; trong số hành khách trên tàu có 382 người sống sót từ chiếc tàu sân bay hạng nhẹ Princeton, bị đánh chìm trong Trận chiến vịnh Leyte vào ngày 24 tháng 10 năm 1944. Nó thực hiện một chuyến đi vận chuyển khác đến Trân Châu Cảng vào giữa tháng 11, rồi tiếp nối bởi ba chuyến đi đến Guam vào tháng 12 năm 1944, tháng 1 và tháng 2 năm 1945.

### 1945
Nassau quay trở về Alameda, California vào ngày 23 tháng 3 năm 1945, và cho đến khi chiến tranh kết thúc, nó thực hiện các nhiệm vụ vận chuyển giữa Alameda, Trân Châu Cảng, Guam, Manus, Samar và Saipan.

### Sau chiến tranh
Nassau rời Alameda vào ngày 13 tháng 5 năm 1946 đi đến Tacoma, Washington. Đến ngày 28 tháng 10, nó được cho ngừng hoạt động và được đưa về Hạm đội Dự bị Thái Bình Dương. Được dự định vào mục đích vận chuyển máy bay, nó được xếp lại lớp thành CVHE-16 vào ngày 12 tháng 6 năm 1955. Không lâu sau đó, nó được chuyển đến Đội Dự bị Bremerton, và rồi được rút khỏi danh sách Đăng bạ Hải quân vào ngày 1 tháng 3 năm 1959. Đến tháng 6 năm 1961, nó được kéo sang Nhật Bản để tháo dỡ.

## Phần thưởng
Nassau được tặng thưởng năm Ngôi sao Chiến đấu do thành tích phục vụ trong Thế Chiến II.